# Schlacht bei Kap St. George
Amerikanische Phase

1943

Treasury-Inseln –
Choiseul –
Torokina I –
Kaiserin-Augusta-Bucht –
Koromokina-Lagune –
Piva Trail –
Coconut Grove –
Piva Forks –
Kap St. George –
Koiari –

Hellzapoppin Ridge/Hügel 600A 

1944

Green Islands 

Torokina II 

Australische Phase

Pearl Ridge 

1945

Tsimba Ridge –
Slater’s Knoll –
Hongorai –
Porton Plantage –
Ratsua
Die Schlacht bei Kap St. George war ein Seegefecht während des Pazifikkriegs im Zweiten Weltkrieg. Am 26. November 1943 trafen in der Nähe von Kap St. George auf der Insel Buka, die nördlich von Bougainville liegt, je ein Zerstörerverband der amerikanischen und japanischen Marine aufeinander. Sie war die letzte Seeschlacht, die in den Salomonen stattfand.

## Vorgeschichte
Die Landung der Amerikaner in der Kaiserin-Augusta-Bucht auf Bougainville am 1. November 1943 sahen die Japaner als Bedrohung für ihre Basis auf der Insel Buka. Sie entsandten daher einen Zerstörerverband (Tokyo Express) von Rabaul, um 900 Mann Verstärkung auf die Insel zu bringen. Der unter dem Kommando von Kaigun-taisa (Kapitän zur See) Kagawa Kiyoto stehende Geleitzug bestand aus drei  zum Transport eingesetzten Zerstörern (Amagiri, Yūgiri und Uzuki) und zwei Sicherungszerstörern (Ōnami und Makinami).
Die Amerikaner, die Kenntnis von diesem Transport erhielten, entsandten die unter dem Kommando von Captain Arleigh Burke stehenden Destroyer Squadron 23 (Charles Ausburne, Claxton, Dyson, Converse und Spence), um den japanischen Verband abzufangen.

## Die Schlacht
Die Japaner, die ihre Truppen und Güter bereits entladen hatten, wurden um 1:40 Uhr bei der Rückfahrt von den Amerikanern entdeckt. Dies erlaubte Burke um 1:55 Uhr, noch bevor er von den Japanern entdeckt wurde, einen Torpedoangriff zu starten. Die Ōnami wurde von einigen Torpedos getroffen und sank sofort. Die Makinami wurde durch einen Torpedo kampfunfähig geschossen und danach durch Artilleriefeuer versenkt. Der Rest des japanischen Verbandes versuchte in verschiedene Richtungen zu entkommen. Burke verfolgte die Yūgiri und konnte ihre Maschinen um 3:05 Uhr durch Granatfeuer außer Betrieb setzen. Das japanische Schiff schoss seine restlichen Torpedos ab, die aber kein Ziel trafen, und wurde um 3:30 Uhr durch heftiges Artilleriefeuer versenkt. 178 Mann der Besatzung konnten durch ein japanisches U-Boot gerettet werden.

## Ergebnis
Diese Schlacht bedeutete das Ende des Tokyo Express und des japanischen Widerstandes in den Salomonen.